# II Liceum Ogólnokształcące im. Króla Jana III Sobieskiego w Grudziądzu
II Liceum Ogólnokształcące im. Króla Jana III Sobieskiego – publiczna szkoła ponadpodstawowa w Grudziądzu, liceum ogólnokształcące powstałe z przekształcenia dawnego Państwowego Gimnazjum Klasycznego im. Króla Jana III Sobieskiego.
W roku 1874 rozpoczęło w Grudziądzu działalność pruskie Gimnazjum Królewskie (jego absolwentem był m.in. noblista, chemik Walther Hermann Nernst). Po zakończeniu I wojny światowej i po utworzeniu w Grudziądzu struktur II Rzeczypospolitej – w tym struktur szkolnictwa – 1 kwietnia 1920 utworzono w mieście polskie gimnazjum, które w marcu następnego roku upaństwowiono, tworząc 8-klasowe gimnazjum męskie i żeńskie gimnazjum humanistyczne. Wówczas jednym z nauczycieli szkoły był Stanisław Bochnig.
Od roku szkolnego 1926/1927 zaczął obowiązywać zmodyfikowany profil nauczania w gimnazjach neoklasycznych, a w roku 1933 szkoła otrzymała patrona i zaczęła funkcjonować pod nazwą Państwowe Gimnazjum Klasyczne im. Króla Jana III Sobieskiego. Dwa lata później zreorganizowano szkołę, wskutek czego funkcjonowała jako Państwowe Gimnazjum (czteroletnie) i Liceum (dwuletnie) Klasyczne.
Podczas II wojny światowej szkoła nie działała, a w jej budynku Niemcy umieścili policyjne koszary. Po przejściu frontu i powrocie Grudziądza do Polski szkoła w marcu 1945 wznowiła działalność pod nazwą II Liceum Ogólnokształcące (bez patrona). W roku szkolnym 1951/52 przeniesiono ją z macierzystego budynku przy ulicy Sienkiewicza 27 (mieści się w nim I Liceum Ogólnokształcące im. Bolesława Chrobrego) do budynku szkoły powszechnej przy ul. Marcinkowskiego 10. W 1976 przywrócono szkole imię Jana III Sobieskiego, a po roku 1989 przyjęto przedwojenną formę imienia patrona – Króla Jana III Sobieskiego.

## Absolwenci
- pisarz Roman Mularczyk (znany jako Roman Bratny)
- piosenkarz Oskar Cyms
- historyk prof. Kazimierz Jasiński
- piosenkarz, kompozytor Maciej Kossowski
- fizyk, luterański działacz kościelny Bogumił Linde
- aktorka Katarzyna Warnke
- pisarz Witold Zalewski
- historyk prof. Henryk Zieliński